# Puchar Świata w skokach narciarskich w Vikersund
Puchar Świata w skokach narciarskich w Vikersund – po raz pierwszy został rozegrany w sezonie 1979/1980, a więc w pierwszej edycji Pucharu Świata. Zwycięzcą zawodów został Norweg Per Bergerud. Drugie miejsce zajął polski skoczek Stanisław Bobak. Kolejne zawody odbyły się w lutym 1983. Zwycięzcą wszystkich trzech rozegranych wtedy konkursów został Matti Nykänen. 15 i 16 lutego 1986 zwyciężał Andreas Felder. W 1993 roku z powodu niekorzystnych warunków atmosferycznych odwołano zaplanowane konkursy. 18 i 19 lutego 1995 zwyciężył Andreas Goldberger. W roku 1998 w Vikersund rozegrano dwa konkursy jednego dnia. 1 marca odbyły się poranne zawody ograniczone do 1 serii w miejsce odwołanych dzień wcześniej, a następnie normalnie zaplanowane. Od 2000 roku po nieudanych ze względu na warunki atmosferyczne Mistrzostwach Świata w Lotach w 2000 roku Vikersund na długo wypadło z kalendarza zawodów Pucharu Świata. Kolejny raz powrócił on po 9-letniej przerwie 13 stycznia 2007 roku. Zwycięzcą wieczornego konkursu lotów został reprezentant gospodarzy Anders Jacobsen. Dzień później ze względu na złe warunki atmosferyczne odwołano zaplanowane zawody.
Kolejne zawody Pucharu Świata w Vikersund odbyły się w marcu 2009 roku, w zastępstwie Oslo, gdzie przebudowywana była skocznia Holmenkollbakken. 14 marca 2009 odbył się wieczorny konkurs drużynowy, 15 marca 2009 indywidualny, po raz pierwszy w ramach Turnieju Nordyckiego. Kolejne zawody Pucharu Świata w Vikersund, już na przebudowanej skoczni, odbyły się 12 i 13 lutego 2011 w ramach próby przed Mistrzostwami Świata w lotach narciarskich, które odbyły się w 2012 roku.

## Podium poszczególnych konkursów PŚ w Vikersund
| Lp  | Data                   | Skocznia        | K/HS  | Uwagi                  | 1. miejsce                                                                                     | 2. miejsce                                                                           | 3. miejsce                                                                                       |
| --- | ---------------------- | --------------- | ----- | ---------------------- | ---------------------------------------------------------------------------------------------- | ------------------------------------------------------------------------------------ | ------------------------------------------------------------------------------------------------ |
| 1.  | 29 lutego-2 marca 1980 | Vikersundbakken | K155  | TLN, loty              | Per Bergerud                                                                                   | Stanisław Bobak                                                                      | Ján Tánczos                                                                                      |
| 2.  | 18 lutego 1983         | Vikersundbakken | K150  | TLN, loty              | Matti Nykänen                                                                                  | Hans Wallner Pavel Ploc                                                              | –                                                                                                |
| 3.  | 19 lutego 1983         | Vikersundbakken | K150  | TLN, loty              | Matti Nykänen                                                                                  | Horst Bulau                                                                          | Tuomo Ylipulli                                                                                   |
| 4.  | 20 lutego 1983         | Vikersundbakken | K150  | TLN, loty              | Matti Nykänen                                                                                  | Olav Hansson                                                                         | Pavel Ploc                                                                                       |
| 5.  | 15 lutego 1986         | Vikersundbakken | K155  | TLN, loty              | Andreas Felder                                                                                 | Matti Nykänen                                                                        | Piotr Fijas                                                                                      |
| 6.  | 16 lutego 1986         | Vikersundbakken | K155  | TLN, loty              | Andreas Felder                                                                                 | Ernst Vettori                                                                        | Matti Nykänen                                                                                    |
| 7.  | 20 marca 1993          | Vikersundbakken | K170  | loty                   | odwołany                                                                                       | odwołany                                                                             | odwołany                                                                                         |
| 8.  | 21 marca 1993          | Vikersundbakken | K170  | loty                   | odwołany                                                                                       | odwołany                                                                             | odwołany                                                                                         |
| 7.  | 18 lutego 1995         | Vikersundbakken | K170  | loty                   | Andreas Goldberger                                                                             | Takanobu Okabe                                                                       | Lasse Ottesen                                                                                    |
| 8.  | 19 lutego 1995         | Vikersundbakken | K170  | loty                   | Andreas Goldberger                                                                             | Takanobu Okabe                                                                       | Roberto Cecon                                                                                    |
| 9.  | 28 lutego 1998         | Vikersundbakken | K175  | loty                   | odwołany                                                                                       | odwołany                                                                             | odwołany                                                                                         |
| 9.  | 1 marca 1998           | Vikersundbakken | K175  | loty, poranny          | Andreas Widhölzl                                                                               | Sven Hannawald                                                                       | Akira Higashi                                                                                    |
| 10. | 1 marca 1998           | Vikersundbakken | K175  | loty                   | Takanobu Okabe                                                                                 | Hiroya Saitō                                                                         | Noriaki Kasai                                                                                    |
| 11. | 13 stycznia 2007       | Vikersundbakken | HS207 | loty, nocny            | Anders Jacobsen                                                                                | Thomas Morgenstern                                                                   | Matti Hautamäki                                                                                  |
| 12. | 14 stycznia 2007       | Vikersundbakken | HS207 | loty                   | odwołany                                                                                       | odwołany                                                                             | odwołany                                                                                         |
| 12. | 14 marca 2009          | Vikersundbakken | HS207 | loty, nocny, druż.     | Austria 1. Martin Koch · 2. Wolfgang Loitzl · 3. Thomas Morgenstern · 4. Gregor Schlierenzauer | Finlandia 1. Matti Hautamäki · 2. Kalle Keituri · 3. Ville Larinto · 4. Harri Olli   | Norwegia 1. Johan Remen Evensen · 2. Bjørn Einar Romøren · 3. Anders Bardal · 4. Anders Jacobsen |
| 13. | 15 marca 2009          | Vikersundbakken | HS207 | TN, loty               | Gregor Schlierenzauer                                                                          | Simon Ammann                                                                         | Dmitrij Wasiljew                                                                                 |
| 14. | 12 lutego 2011         | Vikersundbakken | HS225 | loty, nocny            | Gregor Schlierenzauer Johan Remen Evensen                                                      | –                                                                                    | Simon Ammann                                                                                     |
| 15. | 13 lutego 2011         | Vikersundbakken | HS225 | loty                   | Gregor Schlierenzauer                                                                          | Johan Remen Evensen                                                                  | Adam Małysz                                                                                      |
| 16. | 26 stycznia 2013       | Vikersundbakken | HS225 | loty, nocny            | Gregor Schlierenzauer                                                                          | Simon Ammann                                                                         | Robert Kranjec                                                                                   |
| 17. | 27 stycznia 2013       | Vikersundbakken | HS225 | loty                   | Robert Kranjec                                                                                 | Michael Neumayer                                                                     | Gregor Schlierenzauer                                                                            |
| 18. | 14 lutego 2015         | Vikersundbakken | HS225 | loty, nocny            | Peter Prevc                                                                                    | Anders Fannemel                                                                      | Noriaki Kasai                                                                                    |
| 19. | 15 lutego 2015         | Vikersundbakken | HS225 | loty, nocny            | Severin Freund                                                                                 | Anders Fannemel                                                                      | Johann André Forfang                                                                             |
| 20. | 12 lutego 2016         | Vikersundbakken | HS225 | loty, nocny            | Robert Kranjec                                                                                 | Kenneth Gangnes                                                                      | Noriaki Kasai                                                                                    |
| 21. | 13 lutego 2016         | Vikersundbakken | HS225 | loty, nocny            | Peter Prevc                                                                                    | Johann André Forfang                                                                 | Robert Kranjec                                                                                   |
| 22. | 14 lutego 2016         | Vikersundbakken | HS225 | loty, nocny            | Peter Prevc                                                                                    | Stefan Kraft                                                                         | Andreas Stjernen                                                                                 |
| 23. | 18 marca 2017          | Vikersundbakken | HS225 | RA, loty, nocny, druż. | Norwegia 1. Daniel-André Tande 2. Robert Johansson 3. Johann André Forfang 4. Andreas Stjernen | Polska 1. Piotr Żyła 2. Dawid Kubacki 3. Maciej Kot 4. Kamil Stoch                   | Austria 1. Michael Hayböck 2. Manuel Fettner 3. Gregor Schlierenzauer 4. Stefan Kraft            |
| 24. | 19 marca 2017          | Vikersundbakken | HS225 | RA, loty               | Kamil Stoch                                                                                    | Noriaki Kasai                                                                        | Michael Hayböck                                                                                  |
| 25. | 17 marca 2018          | Vikersundbakken | HS240 | RA, loty, nocny, druż. | Norwegia 1. Daniel-André Tande 2. Johann André Forfang 3. Andreas Stjernen 4. Robert Johansson | Polska 1. Piotr Żyła 2. Stefan Hula 3. Dawid Kubacki 4. Kamil Stoch                  | Słowenia 1. Domen Prevc 2. Jernej Damjan 3. Tilen Bartol 4. Peter Prevc                          |
| 26. | 18 marca 2018          | Vikersundbakken | HS240 | RA, loty               | Robert Johansson                                                                               | Andreas Stjernen                                                                     | Daniel-André Tande                                                                               |
| 27. | 16 marca 2019          | Vikersundbakken | HS240 | RA, loty, nocny, druż. | Słowenia 1. Anže Semenič 2. Peter Prevc 3. Domen Prevc 4. Timi Zajc                            | Niemcy 1. Constantin Schmid 2. Richard Freitag 3. Karl Geiger 4. Markus Eisenbichler | Austria 1. Michael Hayböck 2. Philipp Aschenwald 3. Daniel Huber 4. Stefan Kraft                 |
| 28. | 17 marca 2019          | Vikersundbakken | HS240 | RA, loty, nocny        | Domen Prevc                                                                                    | Ryōyū Kobayashi                                                                      | Stefan Kraft                                                                                     |
| 29. | 14 marca 2020          | Vikersundbakken | HS240 | RA, loty, nocny, druż. | odwołany                                                                                       | odwołany                                                                             | odwołany                                                                                         |
| 30. | 15 marca 2020          | Vikersundbakken | HS240 | RA, loty, nocny        | odwołany                                                                                       | odwołany                                                                             | odwołany                                                                                         |
| 31. | 20 marca 2021          | Vikersundbakken | HS240 | RA, loty, nocny, druż. | odwołany                                                                                       | odwołany                                                                             | odwołany                                                                                         |
| 32. | 21 marca 2021          | Vikersundbakken | HS240 | RA, loty, nocny        | odwołany                                                                                       | odwołany                                                                             | odwołany                                                                                         |
| 29. | 18 marca 2023          | Vikersundbakken | HS240 | RA, loty, nocny        | Halvor Egner Granerud                                                                          | Stefan Kraft                                                                         | Daniel Tschofenig                                                                                |
| 30. | 19 marca 2023          | Vikersundbakken | HS240 | RA, loty, nocny        | Stefan Kraft                                                                                   | Halvor Egner Granerud                                                                | Anže Lanišek                                                                                     |
| 30. | 17 marca 2024          | Vikersundbakken | HS240 | RA, loty               | Stefan Kraft                                                                                   | Daniel Huber                                                                         | Domen Prevc                                                                                      |
| 31. | 17 marca 2024          | Vikersundbakken | HS240 | RA, loty, nocny        | Daniel Huber                                                                                   | Stefan Kraft                                                                         | Timi Zajc                                                                                        |
| 32. | 15 marca 2025          | Vikersundbakken | HS240 | RA, loty, nocny        | Andreas Wellinger                                                                              | Timi Zajc                                                                            | Anže Lanišek                                                                                     |
| 33. | 16 marca 2025          | Vikersundbakken | HS240 | RA, loty               | Domen Prevc                                                                                    | Andreas Wellinger                                                                    | Ryōyū Kobayashi                                                                                  |

## Najwięcej razy na podium w konkursach indywidualnych
Uwzględnieni zawodnicy, którzy zdobyli minimum 2 miejsca na podium (stan na 16 marca 2025)
| Miejsce | Zawodnik              | Zwycięstwa | 2. miejsca | 3. miejsca | Razem |
| ------- | --------------------- | ---------- | ---------- | ---------- | ----- |
| 1.      | Gregor Schlierenzauer | 4          | 0          | 1          | 5     |
| 2.      | Matti Nykänen         | 3          | 1          | 1          | 5     |
| 3.      | Peter Prevc           | 3          | 0          | 0          | 3     |
| 4.      | Stefan Kraft          | 2          | 3          | 1          | 6     |
| 5.      | Robert Kranjec        | 2          | 0          | 2          | 4     |
| 6.      | Domen Prevc           | 2          | 0          | 1          | 3     |
| 7.      | Andreas Felder        | 2          | 0          | 0          | 2     |
| 7.      | Andreas Goldberger    | 2          | 0          | 0          | 2     |
| 9.      | Takanobu Okabe        | 1          | 2          | 0          | 3     |
| 10.     | Johan Remen Evensen   | 1          | 1          | 0          | 2     |
| 10.     | Halvor Egner Granerud | 1          | 1          | 0          | 2     |
| 10.     | Daniel Huber          | 1          | 1          | 0          | 2     |
| 10.     | Andreas Wellinger     | 1          | 1          | 0          | 2     |
| 14.     | Simon Ammann          | 0          | 2          | 1          | 3     |
| 15.     | Anders Fannemel       | 0          | 2          | 0          | 2     |
| 16.     | Noriaki Kasai         | 0          | 1          | 3          | 4     |
| 17.     | Pavel Ploc            | 0          | 1          | 1          | 2     |
| 17.     | Johann André Forfang  | 0          | 1          | 1          | 2     |
| 17.     | Andreas Stjernen      | 0          | 1          | 1          | 2     |
| 17.     | Timi Zajc             | 0          | 1          | 1          | 2     |
| 17.     | Ryōyū Kobayashi       | 0          | 1          | 1          | 2     |
| 22.     | Anže Lanišek          | 0          | 0          | 2          | 2     |

## Najwięcej razy na podium według państw
Stan na 16 marca 2025
| Miejsce | Państwo        | Zwycięstwa | 2. miejsca | 3. miejsca | Razem |
| ------- | -------------- | ---------- | ---------- | ---------- | ----- |
| 1.      | Austria        | 13         | 7          | 5          | 25    |
| 2.      | Słowenia       | 8          | 1          | 8          | 17    |
| 3.      | Norwegia       | 7          | 8          | 5          | 20    |
| 4.      | Finlandia      | 3          | 2          | 3          | 8     |
| 5.      | Niemcy         | 2          | 4          | 0          | 6     |
| 6.      | Japonia        | 1          | 5          | 5          | 11    |
| 7.      | Polska         | 1          | 3          | 2          | 6     |
| 8.      | Szwajcaria     | 0          | 2          | 1          | 3     |
| 9.      | Czechosłowacja | 0          | 1          | 2          | 3     |
| 10.     | Kanada         | 0          | 1          | 0          | 1     |
| 11.     | Włochy         | 0          | 0          | 1          | 1     |
| 11.     | Rosja          | 0          | 0          | 1          | 1     |